# WTA de Lyon
O WTA de Lyon – ou Open 6ème Sens Métropole de Lyon, na última edição – foi um torneio de tênis profissional feminino, de nível WTA 250.
Realizado em Lyon, no centro-leste da França, estreou em 2020 e durou quatro edições. Os jogos eram disputados em quadras duras cobertas durante os meses de janeiro e fevereiro.
Depois de 2023, foi cancelado para que o conterrâneo WTA de Estrasburgo pudesse ser promovido a WTA 500.

## Finais

### Simples
| Ano  | Campeã       | Vice-campeã        | Resultado     |
| ---- | ------------ | ------------------ | ------------- |
| 2023 | Alycia Parks | Caroline Garcia    | 7–67, 7–5     |
| 2022 | Zhang Shuai  | Dayana Yastremska  | 3–6, 6–3, 6–4 |
| 2021 | Clara Tauson | Viktorija Golubic  | 6–4, 6–1      |
| 2020 | Sofia Kenin  | Anna-Lena Friedsam | 6–2, 4–6, 6–4 |

### Duplas
| Ano  | Campeãs                          | Vice-campeãs                              | Resultado        |
| ---- | -------------------------------- | ----------------------------------------- | ---------------- |
| 2023 | Cristina Bucșa Bibiane Schoofs   | Olga Danilović Alexandra Panova           | 7–65, 6–3        |
| 2022 | Laura Siegemund Vera Zvonareva   | Alicia Barnett Olivia Nicholls            | 7–5, 6–1         |
| 2021 | Viktória Kužmová Arantxa Rus     | Eugenie Bouchard Olga Danilović           | 3–6, 7–5, [10–7] |
| 2020 | Laura Ioana Paar Julia Wachaczyk | Lesley Pattinama Kerkhove Bibiane Schoofs | 7–5, 6–4         |